# Камениця (Клодзький повіт)
Камениця (пол. Kamienica, нім. Kamnitz) — село в Польщі, у гміні Строни-Шльонські Клодзького повіту Нижньосілезького воєводства.
Населення — 64 особи (2011).
У 1975-1998 роках село належало до Валбжиського воєводства.

## Демографія
Демографічна структура станом на 31 березня 2011 року:
|          | Загалом | Допрацездатний вік | Працездатний вік | Постпрацездатний вік |
| -------- | ------- | ------------------ | ---------------- | -------------------- |
| Чоловіки | 33      | 7                  | 23               | 3                    |
| Жінки    | 31      | 8                  | 19               | 4                    |
| Разом    | 64      | 15                 | 42               | 7                    |